# Deraeocoris rufiventris
Deraeocoris rufiventris är en insektsart som beskrevs av Knight 1921. Deraeocoris rufiventris ingår i släktet Deraeocoris och familjen ängsskinnbaggar. Inga underarter finns listade i Catalogue of Life.